# Discophallus pallidus
Discophallus pallidus är en insektsart som beskrevs av Andrej Vasiljevitj Gorochov 2009. Discophallus pallidus ingår i släktet Discophallus och familjen Mogoplistidae. Inga underarter finns listade i Catalogue of Life.